# I Don't Care (canção de Fall Out Boy)
"I Don't Care" é o primeiro single do álbum Folie à Deux, da banda Fall Out Boy. A canção foi lançada no iTunes em 8 de setembro de 2008.
Essa canção foi incluída pela revista Rolling Stone entre os 100 melhores singles de 2008, na posição #68.

## Videoclipe
O videoclipe foi lançado com exclusividade no iTunes em 25 de Setembro, sendo colocado no dia seguinte no YouTube, pelo canal oficial da banda. Foi dirigido por Alan Ferguson.
No videoclipe, músicos amigos do Fall Out Boy estão disfarçados de membros da banda (que são retratados como Vândalos). Eis aqui a relação:
| Disfarce      | Disfarçado          |
| ------------- | ------------------- |
| Andy Hurley   | Mark Hoppus         |
| Patrick Stump | Pharrell            |
| Joe Trohman   | Gabe Saporta        |
| Pete Wentz    | Spencer Pratt       |
| Gilby Clarke  | Sarah Palin (falsa) |
| Celebridade   | Pete Wentz          |

- A musica está também no game Rock Band 2